# Heinzenberg (Adelsgeschlecht)

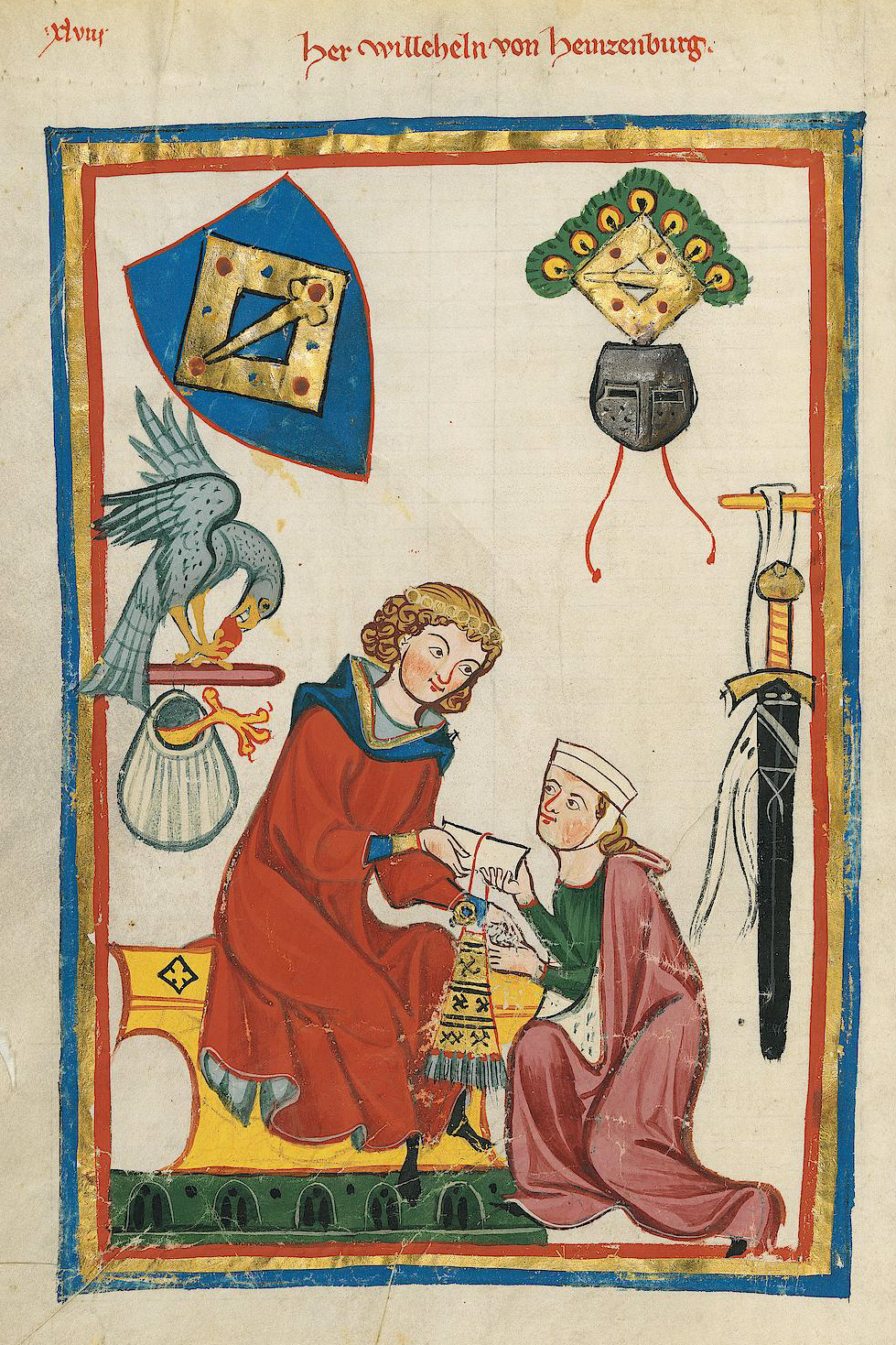
Zwischen 1305 und 1315: Herr Wilhelm von Heinzenburg (nach Codex Manesse)

Die Herren von Heinzenberg (auch Heinzenburg, Heinzenberger genannt) waren ein Adelsgeschlecht mit Besitzungen im Hunsrück. Ihre Stammburg befindet sich im gleichnamigen Ort Heinzenberg.

## Geschichte
Die Frühgeschichte der Herren von Heinzenberg ist nicht genau gesichert. Anfang des 13. Jahrhunderts tritt mit Wilhelm von Heinzenburg der erste urkundlich genannte Vertreter des Geschlechts auf. Das unter diesem Namen geführte Gedicht Liebchens Härte wird auf ca. 1260 geschätzt. Dennoch wird in der Großen Heidelberger Liederhandschrift (Codex Manesse) vermutlich Wilhelm III. (1262–1293) als der Minnesänger Wilhelm von Heinzenburg aufgeführt und dargestellt. Im 14. Jahrhundert stirbt die Familie aus. Die letzten Vertreter verkauften kurz vor ihrem Tode große Teile des Besitzes. Als Erben treten die Herren von Steinkallenfels von Schloss Wartenstein auf.

## Wappen
- Silberne Schnalle im roten Feld.
- Im Codex Manesse dagegen: Im blauen Schild eine goldene, rautenförmige Spange (Gürtelschnalle) mit roten und blauen Edelsteinen besetzt. Auf dem Helm die gleiche Schnalle mit roten Steinen, oben mit Pfauenfedern besteckt.

## Besitz
Die Besitzungen der Familie lagen vor allem im Hunsrück. Zum Eigenbesitz gehörte die gleichnamige Burg nordöstlich von Kirn. Die kaum noch sichtbaren Reste finden sich über dem Ort Heinzenberg. Die Familie hatte enge Lehensbeziehungen zu den Wild- und Raugrafen und den Grafen von Veldenz. Als wichtiges Lehen der Wildgrafen besaßen sie die Vogtei über das Kloster Ravengiersburg.